# Rakim
Rakim, de son vrai nom William Michael Griffin Jr., né le 28 janvier 1968 à Long Island, New York, est un rappeur et producteur de musique américain. Membre du groupe Eric B. and Rakim à la fin des années 1980 et au début des années 1990 avant de commencer en 1997 une courte carrière solo. Il est considéré par la communauté hip-hop comme l'un des plus grands MCs de tous les temps.

## Biographie

### Enfance et débuts
Né le 28 janvier 1968, William Griffin passe son enfance dans le quartier de Wyandanch, situé à Long Island, dans la ville américaine de New York. Neveu de la chanteuse Ruth Brown, il grandit dans un univers musical intense, l'amenant naturellement très tôt à s'intéresser au hip-hop, un genre alors émergent. Il se passionne ainsi pour des artistes tels que Cold Crush Four, Fantastic Five, Grandmaster Flash, Kool Moe Dee ou encore Melle Mel. Découvrant assez tôt qu'il possède quelques atouts oraux, il ne tarde pas à travailler seul son rap. Décidant de se convertir à l'Islam à l'âge de 16 ans, il adopte le nom de Rakim Allah. C'est l'année suivante (1985) qu'il rencontre dans une station de radio Louis Eric Barrier. L'adolescent, également connu sous le pseudonyme d'Eric B., s'essaye régulièrement à la production musicale et notamment au sampling. Les deux artistes new-yorkais décident de fonder un groupe de hip-hop qu'ils baptisent simplement Eric B. and Rakim.

### AvecEric B.

#### Paid in Full
Le premier titre que le groupe enregistre, Eric B. Is President (face B My Melody), sort sur la modeste maison de disques Zakia, située à Harlem. Produit par le très en vue Marley Marl qui décide d'incorporer au single la ligne de basse du tube Over Like a Fat Rat de Fonda Rae, le titre rencontre un grand succès populaire. Rythmé par l'envoûtant flow de Rakim et les scratches d'Eric B., Eric B. Is President devient le tube de l'été 1986 dans les block parties new-yorkaises. Le label 4th & B'way, ayant eu vent de la soudaine réputation du jeune groupe, décide de les signer pour un premier album studio. L'engouement de la communauté hip-hop pour les deux adolescents s'accélère avec la sortie l'année suivante de leur nouveau single, I Ain't No Joke, assez proche de leur premier titre, s'accompagne néanmoins d'un clip qui donne au duo une crédibilité urbaine supérieure. Le buzz explose avec les sorties simultanées de l'album Paid in Full et de son troisième extrait, I Know You Got Soul, dont est extrait le passage devenu mythique Pump Up the Volume.
Le premier opus du jeune groupe emballe les critiques qui louent l'effort écrit superbement rappé par Rakim ; multipliant les figures de styles ou autres ruptures de rimes au milieu de couplets, le MC pose les bases du rap moderne. La lourdeur de certains instrumentaux, parfois trop brutes (My Melody, I Know You Got Soul), est vite insignifiante à côté de productions mythiques comme I Ain't No Joke, As the Rhyme Goes On, le déjà cité Eric B. Is President ou Paid in Full, titres marquant alors profondément la culture hip-hop. Aux platines, Eric B. réinvente l'art du sampling, piochant la plupart de ses titres dans le répertoire soul.
Dans la lignée de l'extraordinaire accueil de l'album Paid in Full, les Anglais de Coldcut donnent au titre du même nom une renommée internationale grâce à un populaire remix. Eric B. et Rakim, comptant bien profiter de leur nouvelle notoriété, s'attellent à l'écriture d'un deuxième album. Follow the Leader, qui sort ainsi à l'été 1988, à peine un an après leur premier LP, reprend les ingrédients qui ont fait le succès de Paid in Full: virtuosité au micro de Rakim, dont la nervosité et la précision du flow font de nouvelles merveilles (Follow the Leader, No Competition) ; éclectisme musical d'Eric B. dont certains des beats portent quasiment seuls certains titres (Microphone Fiend, Musical Massacre). Les critiques sacrent une nouvelle fois le groupe new yorkais dont la nouvelle production se vend plutôt bien, Follow the Leader obtenant un disque d'or avec 500 000 exemplaires vendus, après deux mois alors qu'il en avait fallu cinq pour le premier album.
À l'été 1989, les deux artistes new-yorkais apparaissent en featuring sur Friends, le titre de la chanteuse pop Jody Watley. La pratique, alors quasiment sans précédent, se normalisera au fil des années.

#### Après les classiques
Au printemps 1990 sort Let the Rhythm Hit 'Em, le troisième album studio du groupe. Bien plus posé, quelque peu plus lent, il dégage une atmosphère sombre qui déroute une partie du public. L'emprunt d'Eric B. à James Brown et au funk est ici à son paroxysme, le DJ composant notamment les puissants No Omega, Run for Cover, Untouchables, Set 'em Straight ; Rakim, mémorable sur In the Ghetto, (It ain't not where you're from, it's where you at), perd en vivacité ce qu'il semble gagner en maturité, aidant l'album à atteindre une certaine homogénéité. De fait, moins vif, Let the Rhythm Hit 'Em apparaît comme l'œuvre la plus adulte du groupe.
Don't Sweat the Technique, quatrième et dernier album du groupe (juin 1992), confirme le virage artistique abordé avec succès par Let the Rhythm Hit 'Em. Oubliés les scratches bruts des premiers tubes : les productions d'Eric B., reposant souvent sur une batterie (Teach the Children) ou une ligne de basse envoûtante (Relax with Pep, Know the Ledge), sont bien plus teintées de jazz (What's on Our Mind?, Don't Sweat the Technique) ou de soul (Keep the Beat); Rakim n'est pas en reste, son flow renouant avec une certaine agressivité. Le MC rappelle l'étendue de son talent sur le très politique Casualties of War. C'est durant les sessions d'enregistrement de l'album que le désir naît chez les deux artistes de produire en solo ; Eric B. tergiversant quant à la nature des contrats que leur propose le label MCA, le groupe est dissous fin 1992.

### Carrière solo

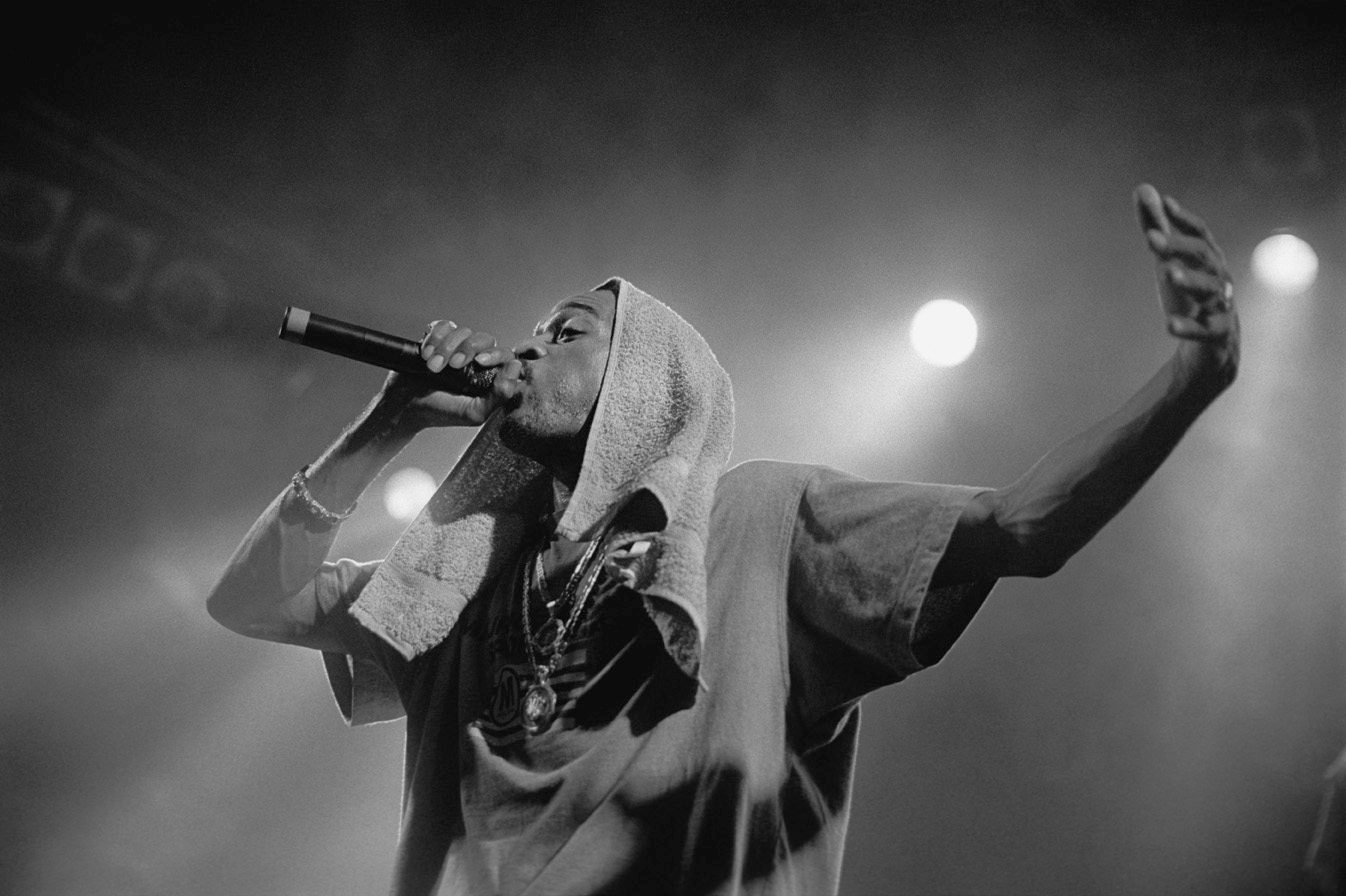
Rakim sur scène en 1998.

Les débuts en solo de Rakim sont largement retardés par les affaires judiciaires qui le lièrent près de cinq ans avec son ancienne maison de disques MCA. Jusqu'à 1997, le MC enregistre uniquement un morceau « Heat It Up », pour la bande originale du film Gunmen (Deux doigts sur la gâchette) avec Mario Van Peebles et Christophe Lambert, sorti en 1993 ; il ne pourra de fait jamais utiliser les démos enregistrées durant cette période pour des raisons juridiques.
Signé chez Universal, Rakim enregistre enfin son premier album solo, The 18th Letter, qui est publié le 4 novembre 1997. À défaut d'Eric B., le MC collabore avec quelques producteurs qui lui permettent d'exercer son flow sur des pistes comme It's Been a Long Time avec DJ Premier, The Saga Begins et When I'm Flowin avec Pete Rock, Guess Who's Back avec DJ Clark Kent, Show me Love avec Nic Wiz, et The Mystery avec Naughty Shorts. L'ensemble, d'une qualité et d'une sérénité certaines, fait figure de « bonne surprise » de la part d'un vétéran du rap. La réputation mais surtout les bonnes critiques aidant, le premier album solo de Rakim se vend à plus de 500 000 exemplaires, et atteint la 4e place du Billboard 200.
Travaillant sur de nouveaux morceaux, Ra décide de multiplier les collaborations puisque le mélange de productions a semblé bien fonctionner sur The 18th Letter. La presse spécialisée, pourtant, n'adhère plus complètement ; marqué par nombre de titres comme When I B on the Mic, Finest Ones, Uplift, It's the R, I'll Be There, et Waiting for the World to End, The Master, publié en novembre 1999, manque aux yeux de la plupart, à la fois d'homogénéité et d'idées neuves. Prenant acte de l'échec relatif de son second album solo, Rakim signe au label Aftermath en 2001. Le travail qu'il y mène avec Dr. Dre, supposé aboutir à l'enregistrement d'un troisième album solo, intitulé Oh My God, tourne pourtant court. Après être apparu en featuring sur le tube Addictive de Truth Hurts en été 2002, Rakim quitte Aftermath à cause de divergences artistiques.
Depuis 2003 sans label, ayant à plusieurs reprises confirmé qu'il travaillait sur son nouvel album rebaptisé The Seventh Seal, Rakim conserve une actualité grâce aux sorties de diverses compilations : Gold, best-of d'Eric B. and Rakim (2005) ; The Archive: Live, Lost and Found, album live contenant quelques inédits. En 2009, il publie The Seventh Seal, qui est une déception pour la majorité des fans de Rakim[réf. nécessaire].
En juin 2013, Rakim partage la scène d'IAM pour un featuring à Central Park (NYC). Il participe plus tard, en 2014, au nouveau single de Linkin Park Guilty All The Same, un des morceaux de leur dernier album The Hunting Party.

## Discographie

### Albums studio
- 1997 : The 18th Letter
- 1999 : The Master
- 2009 : The Seventh Seal
- 2024 : G.O.Ds Network - Reb7rth

### Albums collaboratifs
- 1987 : Paid in Full (avec Eric B.)
- 1988 : Follow the Leader (avec Eric B.)
- 1990 : Let the Rhythm Hit 'Em (avec Eric B.)
- 1992 : Don't Sweat the Technique (avec Eric B.)

### Autres albums
- 2001 : The Best of Eric B. and Rakim
- 2003 : Classic
- 2005 : Gold
- 2008 : The Archive: Live Lost and Found